# Danh sách tập phim Phineas và Ferb
Dưới đây là danh sách các tập phim của Phineas and Ferb:

## Tổng quát
| Mùa | Mùa      | Tập      | Ngày công chiếu     | Ngày công chiếu      |                     |
| Mùa | Mùa      | Tập      | Tập đầu mùa         | Tập kết mùa          |                     |
| --- | -------- | -------- | ------------------- | -------------------- | ------------------- |
|     | 1        | 47       | 17 tháng 8 năm 2007 | 20 tháng 3 năm 2009  |                     |
|     | 2        | 65       | 19 tháng 2 năm 2009 | 11 tháng 2 năm 2011  |                     |
|     | 3        | 62       | 4 tháng 3 năm 2011  | 30 tháng 11 năm 2012 |                     |
|     | 4        | 48       | 7 tháng 12 năm 2012 | 12 tháng 6 năm 2015  |                     |
|     | 5        | 20       | 5 tháng 6 năm 2025  | [ chưa xác định ]    |                     |
|     | Phim     | Phim     | 5 tháng 8 năm 2011  | 5 tháng 8 năm 2011   | 5 tháng 8 năm 2011  |
|     | Đặc biệt | Đặc biệt | 9 tháng 11 năm 2015 | 9 tháng 11 năm 2015  | 9 tháng 11 năm 2015 |

## Danh sách tập phim

### Mùa 1 (2007–09)
| Số tập theo phim | Số tập theo mùa | Tựa đề                                       | Đạo diễn                     | Biên kịch | Người xem Mỹ (triệu người) | Ngày công chiếu                 | Mã sản xuất |
| ---------------- | --------------- | -------------------------------------------- | ---------------------------- | --- | -------------------------- | ------------------------------- | ----------- |
| 1                | 1               | "Rollercoaster"                              | Dan Povenmire                | Dan Povenmire & Jeff "Swampy" Marsh (written) Dan Povenmire (storyboards) (uncredited)                                  | 10.80                      | 17 tháng 8 năm 2007             | 101a        |
| 2                | 2               | "Lawn Gnome Beach Party of Terror"           | Dan Povenmire                | Dan Povenmire, Jeff "Swampy" Marsh, Bobby Gaylor & Martin Olson (story) Chris Headrick & Jon Colton Barry (storyboards) | N/A                        | 28 tháng 9 năm 2007             | 102b        |
| 3                | 3               | "Flop Starz"                                 | Dan Povenmire                | Dan Povenmire & Jeff "Swampy" Marsh (story) Sherm Cohen & Antoine Guilbaud (storyboards)                                | 4.00                       | 1 tháng 2 năm 2008              | 104b        |
| 4                | 4               | "The Fast and the Phineas"                   | Dan Povenmire                | Dan Povenmire & Jeff "Swampy" Marsh (story) Sherm Cohen & Antoine Guilbaud (storyboards)                                | N/A                        | 4 tháng 2 năm 2008              | 102a        |
| 5                | 5               | "Lights, Candace, Action!"                   | Dan Povenmire                | Dan Povenmire, Jeff "Swampy" Marsh, Bobby Gaylor & Martin Olson (story) Sherm Cohen & Antoine Guilbaud (storyboards)    | N/A                        | 5 tháng 2 năm 2008              | 105b        |
| 6                | 6               | "Raging Bully"                               | Dan Povenmire                | Dan Povenmire, Jeff "Swampy" Marsh & Martin Olson (story) Wendy Grieb & Kent Osborne (storyboards)                      | N/A                        | 6 tháng 2 năm 2008              | 105a        |
| 7                | 7               | "Candace Loses Her Head"                     | Dan Povenmire                | Dan Povenmire, Jeff "Swampy" Marsh & Martin Olson (story) Kyle Baker & Patrick Ventura (storyboards)                    | N/A                        | 17 tháng 8 năm 2007             | 101b        |
| 8                | 8               | "I, Brobot"                                  | Dan Povenmire                | Martin Olson (story) Kent Osborne & Aliki Theofilopoulos Grafft (storyboards)                                           | N/A                        | 6 tháng 2 năm 2008              | 110b        |
| 9                | 9               | "Run Away Runway"                            | Dan Povenmire                | Bobby Gaylor & Martin Olson (story) Sherm Cohen & Antoine Guilbaud (storyboards)                                        | N/A                        | 7 tháng 2 năm 2008              | 112a        |
| 10               | 10              | "The Magnificent Few"                        | Dan Povenmire                | Dan Povenmire, Jeff "Swampy" Marsh & Martin Olson (story) Michael Diederich & Chong Lee (storyboards)                   | N/A                        | 8 tháng 2 năm 2008              | 103a        |
| 11               | 11              | "S'Winter"                                   | Dan Povenmire                | Dan Povenmire, Jeff "Swampy" Marsh, Bobby Gaylor & Martin Olson (story) Antoine Guilbaud & Sherm Cohen (storyboards)    | N/A                        | 11 tháng 2 năm 2008             | 103b        |
| 12               | 12              | "Jerk de Soleil"                             | Dan Povenmire                | Bobby Gaylor & Martin Olson (story) J.G. Quintel & Kim Roberson (storyboards)                                           | N/A                        | 12 tháng 2 năm 2008             | 108a        |
| 13               | 13              | "Are You My Mummy?"                          | Dan Povenmire                | Dan Povenmire, Jeff "Swampy" Marsh, Bobby Gaylor & Martin Olson (story) Kyle Baker & Mike Roth (storyboards)            | N/A                        | 15 tháng 2 năm 2008             | 104a        |
| 14               | 14              | "Ready for the Bettys"                       | Zac Moncrief                 | Bobby Gaylor & Martin Olson (story) Aliki Theofilopoulos Grafft & Kent Osborne (storyboards)                            | N/A                        | 18 tháng 2 năm 2008             | 115a        |
| 15               | 15              | "I Scream, You Scream"                       | Zac Moncrief                 | Bobby Gaylor (story) Sherm Cohen & Antoine Guilbaud (storyboards)                                                       | N/A                        | 19 tháng 2 năm 2008             | 112b        |
| 16               | 16              | "Toy to the World"                           | Jeff "Swampy" Marsh          | Bobby Gaylor & Martin Olson (story) Michael Diederich & Chong Lee (storyboards)                                         | N/A                        | 22 tháng 2 năm 2008             | 108b        |
| 17               | 17              | "Get That Bigfoot Outa My Face!"             | Dan Povenmire                | Bobby Gaylor & Dan Povenmire (story) Kent Osborne & Kim Roberson (storyboards)                                          | N/A                        | 22 tháng 2 năm 2008             | 106a        |
| 18               | 18              | "It's a Mud, Mud, Mud, Mud World"            | Zac Moncrief                 | Bobby Gaylor & Martin Olson (story) Michael Diederich & Mike Roth (storyboards)                                         | N/A                        | 27 tháng 2 năm 2008             | 113a        |
| 19               | 19              | "Mom's Birthday"                             | Dan Povenmire                | Dan Povenmire, Jeff "Swampy" Marsh & Martin Olson (story) Kent Osborne & Aliki Theofilopoulos Grafft (storyboards)      | N/A                        | 28 tháng 2 năm 2008             | 111a        |
| 20               | 20              | "Journey to the Center of Candace"           | Dan Povenmire                | Bobby Gaylor & Martin Olson (story) Kent Osborne & Kim Roberson (storyboards)                                           | N/A                        | 28 tháng 2 năm 2008             | 111b        |
| 21               | 21              | "It's About Time!"                           | Dan Povenmire                | Dan Povenmire (story) Jon Colton Barry, Mike Roth, Kent Osborne & Aliki Theofilopoulos Grafft (storyboards)             | N/A                        | 29 tháng 2 năm 2008             | 107         |
| 22               | 22              | "Dude, We're Getting the Band Back Together" | Dan Povenmire                | Bobby Gaylor & Martin Olson (story) Chris Headrick & Chong Lee (storyboards)                                            | N/A                        | 7 tháng 3 năm 2008              | 114         |
| 23               | 23              | "Tree to Get Ready"                          | Dan Povenmire                | Dan Povenmire, Jeff "Swampy" Marsh & Martin Olson (story) Michael Diederich & Chong Lee (storyboards)                   | N/A                        | 21 tháng 3 năm 2008             | 106b        |
| 24               | 24              | "The Ballad of Badbeard"                     | Dan Povenmire                | Bobby Gaylor & Martin Olson (story) Michael Diederich & Jon Colton Barry (storyboards)                                  | N/A                        | 11 tháng 4 năm 2008             | 113b        |
| 25               | 25              | "Greece Lightning"                           | Dan Povenmire                | Bobby Gaylor & Martin Olson (story) Alex Almaguer & Chris Headrick (storyboards)                                        | N/A                        | 18 tháng 4 năm 2008             | 117a        |
| 26               | 26              | "Leave the Busting to Us!"                   | Zac Moncrief                 | Bobby Gaylor & Martin Olson (story) Sherm Cohen & Antoine Guilbaud (storyboards)                                        | N/A                        | 18 tháng 4 năm 2008             | 117b        |
| 27               | 27              | "Crack That Whip"                            | Dan Povenmire                | Bobby Gaylor & Martin Olson (story) Timothy Björklund & Kim Roberson (storyboards)                                      | N/A                        | 23 tháng 5 năm 2008             | 118a        |
| 28               | 28              | "The Best Lazy Day Ever"                     | Zac Moncrief                 | Bobby Gaylor & Martin Olson (story) Jon Colton Barry & Mike Roth (storyboards)                                          | N/A                        | 23 tháng 5 năm 2008             | 118b        |
| 29               | 29              | "Boyfriend from 27,000 B.C."                 | Zac Moncrief                 | Martin Olson (story) Aliki Theofilopoulos Grafft & Marc Crisafulli (storyboards)                                        | N/A                        | 6 tháng 6 năm 2008              | 119a        |
| 30               | 30              | "Voyage to the Bottom of Buford"             | Zac Moncrief                 | Bobby Gaylor & Martin Olson (story) Antoine Guilbaud & Chong Lee (storyboards)                                          | N/A                        | 6 tháng 6 năm 2008              | 119b        |
| 31               | 31              | "A Hard Day's Knight"                        | Dan Povenmire                | Bobby Gaylor & Martin Olson (story) Jon Colton Barry & Mike Roth (storyboards)                                          | N/A                        | 13 tháng 6 năm 2008             | 110a        |
| 32               | 32              | "Traffic Cam Caper"                          | Dan Povenmire & Zac Moncrief | Martin Olson (story) Kim Roberson & Marc Ceccarelli (storyboards)                                                       | N/A                        | 11 tháng 7 năm 2008             | 121a        |
| 33               | 33              | "Bowl-R-Ama Drama"                           | Dan Povenmire                | Bobby Gaylor & Martin Olson (story) Chris Headrick & Alex Almaguer (storyboards)                                        | N/A                        | 11 tháng 7 năm 2008             | 121b        |
| 34               | 34              | "Got Game?"                                  | Zac Moncrief                 | Jon Colton Barry, Bobby Gaylor, Lance LeCompte & Martin Olson (story) Antoine Guilbaud & Chong Lee (storyboards)        | N/A                        | 1 tháng 8 năm 2008              | 125a        |
| 35               | 35              | "Comet Kermillian"                           | Dan Povenmire                | Bobby Gaylor & Martin Olson (story) Chris Headrick & Alex Almaguer (storyboards)                                        | N/A                        | 1 tháng 8 năm 2008              | 125b        |
| 36               | 36              | "Put That Putter Away"                       | Zac Moncrief                 | Bobby Gaylor & Martin Olson (story) Jon Colton Barry & Michael Diederich (storyboards)                                  | N/A                        | 8 tháng 8 năm 2008              | 120a        |
| 37               | 37              | "Does This Duckbill Make Me Look Fat?"       | Dan Povenmire                | Bobby Gaylor & Martin Olson (story) Douglas McCarthy & Piero Piluso (storyboards)                                       | N/A                        | 8 tháng 8 năm 2008              | 120b        |
| 38               | 38              | "The Flying Fishmonger"                      | Zac Moncrief                 | Bobby Gaylor & Martin Olson (story) Kim Roberson & Elizabeth Ito (storyboards)                                          | N/A                        | 12 tháng 9 năm 2008             | 115b        |
| 39               | 39              | "One Good Scare Ought to Do It!"             | Dan Povenmire & Zac Moncrief | Bobby Gaylor & Martin Olson (story) Jon Colton Barry & Chris Headrick (storyboards)                                     | N/A                        | 3 tháng 10 năm 2008             | 109         |
| 40               | 40              | "The Monster of Phineas-n-Ferbenstein"       | Zac Moncrief                 | Jon Colton Barry & Martin Olson (story) Jon Colton Barry & Michael Diederich (storyboards)                              | N/A                        | 17 tháng 10 năm 2008            | 122a        |
| 41               | 41              | "Oil on Candace"                             | Zac Moncrief                 | Bobby Gaylor & Martin Olson (story) Antoine Guilbaud & Aliki Theofilopoulos Grafft (storyboards)                        | N/A                        | 17 tháng 10 năm 2008            | 122b        |
| 42               | 42              | "Out of Toon"                                | Zac Moncrief                 | Bobby Gaylor & Martin Olson (story) Jon Colton Barry & Michael Diederich (storyboards)                                  | N/A                        | 7 tháng 11 năm 2008             | 126a        |
| 43               | 43              | "Hail Doofania!"                             | Zac Moncrief                 | Bobby Gaylor & Martin Olson (story) Antoine Guilbaud & Aliki Theofilopoulos Grafft (storyboards)                        | N/A                        | 7 tháng 11 năm 2008             | 126b        |
| 44               | 44              | "Out to Launch"                              | Dan Povenmire & Zac Moncrief | Bobby Gaylor & Martin Olson (story) Kim Roberson, Piero Piluso & Kent Osborne (storyboards)                             | N/A                        | 5 tháng 12 năm 2008             | 124         |
| 45               | 45              | "Phineas and Ferb Get Busted!"               | Dan Povenmire                | Bobby Gaylor & Martin Olson (story) Jon Colton Barry & Piero Piluso (storyboards)                                       | 3.70                       | 16 tháng 2 năm 2009 (Disney XD) | 116         |
| 46               | 46              | "Unfair Science Fair"                        | Dan Povenmire & Zac Moncrief | Bobby Gaylor & Martin Olson (story) Aliki Theofilopoulos Grafft & Elizabeth Ito (storyboards)                           | 3.06                       | 17 tháng 2 năm 2009 (Disney XD) | 123a        |
| 47               | 47              | "Unfair Science Fair Redux"(Another Story)   | Dan Povenmire & Zac Moncrief | Bobby Gaylor & Martin Olson (story) Jon Colton Barry & Piero Piluso (storyboards)                                       | 3.06                       | 18 tháng 2 năm 2009 (Disney XD) | 123b        |

### Mùa 2 (2009–11)
| Số tập theo phim | Số tập theo mùa | Tựa đề                                            | Đạo diễn                               | Biên kịch | Người xem Mỹ (triệu người) | Ngày công chiếu                          | Mã sản xuất |
| ---------------- | --------------- | ------------------------------------------------- | -------------------------------------- | --- | -------------------------- | ---------------------------------------- | ----------- |
| 48               | 1               | "The Lake Nose Monster"                           | Robert F. Hughes                       | Richard Goodman (story) Jon Colton Barry & Piero Piluso (storyboards) | 2.67                       | 19 tháng 2 năm 2009                      | 201         |
| 49               | 2               | "Interview With a Platypus"                       | Zac Moncrief                           | Jon Colton Barry (story) Antoine Guilbaud & Kim Roberson (storyboards) | N/A                        | ngày 20 tháng 2 năm 2009                 | 202a        |
| 50               | 3               | "Tip of the Day"                                  | Robert F. Hughes                       | David Shane (story) Jon Colton Barry & Piero Piluso (storyboards) | N/A                        | ngày 20 tháng 2 năm 2009                 | 202b        |
| 51               | 4               | "Attack of the 50 Foot Sister"                    | Zac Moncrief                           | Bill Motz & Bob Roth (story) Jon Colton Barry & Piero Piluso (storyboards) | N/A                        | ngày 21 tháng 2 năm 2009                 | 203a        |
| 52               | 5               | "Backyard Aquarium"                               | Robert F. Hughes                       | Jen Kirkman (story) Joe Orrantia & Mike Roth (storyboards) | N/A                        | ngày 21 tháng 2 năm 2009                 | 203b        |
| 53               | 6               | "Day of the Living Gelatin"                       | Zac Moncrief                           | Michael Ryan (story) Mike Roth & Joe Orrantia (storyboards) | N/A                        | ngày 28 tháng 2 năm 2009                 | 204a        |
| 54               | 7               | "Elementary My Dear Stacy"                        | Zac Moncrief                           | Jon Colton Barry (story) Antoine Guilbaud & Kim Roberson (storyboards) | N/A                        | ngày 28 tháng 2 năm 2009                 | 204b        |
| 55               | 8               | "Don't Even Blink"                                | Robert F. Hughes                       | Bobby Gaylor & Dan Povenmire (story) Antoine Guilbaud & Kim Roberson (storyboards) | N/A                        | ngày 4 tháng 4 năm 2009                  | 205a        |
| 56               | 9               | "Chez Platypus"                                   | Zac Moncrief                           | Jen Kirkman & Jon Colton Barry (story) Antoine Guilbaud & Kim Roberson (storyboards) | N/A                        | ngày 4 tháng 4 năm 2009                  | 205b        |
| 57               | 10              | "Perry Lays an Egg"                               | Zac Moncrief                           | Michael Ryan (story) Joe Orrantia & Mike Roth (storyboards) | N/A                        | ngày 11 tháng 4 năm 2009                 | 206a        |
| 58               | 11              | "Gaming the System"                               | Zac Moncrief                           | Bill Motz & Bob Roth (story) Joe Orrantia & Zac Moncrief (storyboards) | N/A                        | ngày 11 tháng 4 năm 2009                 | 206b        |
| 59               | 12              | "The Chronicles of Meap"                          | Jeff "Swampy" Marsh & Robert F. Hughes | Jon Colton Barry & David Shane (story) Jon Colton Barry & Piero Piluso (storyboards) | N/A                        | ngày 18 tháng 4 năm 2009                 | 207         |
| 60               | 13              | "Thaddeus and Thor"                               | Zac Moncrief                           | Devin Bunje & Nick Stanton (story) Antoine Guilbaud & Kim Roberson (storyboards) | N/A                        | ngày 15 tháng 6 năm 2009                 | 208a        |
| 61               | 14              | "De Plane! De Plane!"                             | Zac Moncrief                           | David Teitelbaum (story) Joe Orrantia & Mike Roth (storyboards) | N/A                        | ngày 15 tháng 6 năm 2009                 | 208b        |
| 62               | 15              | "Let's Take a Quiz"                               | Zac Moncrief                           | Devin Bunje & Nick Stanton (story) Joe Orrantia & Mike Roth (storyboards) | N/A                        | ngày 22 tháng 6 năm 2009                 | 209a        |
| 63               | 16              | "At the Car Wash"                                 | Robert F. Hughes                       | May Chan (story) Michael Diederich & Perry Zombolas (storyboards) | N/A                        | ngày 22 tháng 6 năm 2009                 | 209b        |
| 64               | 17              | "Oh, There You Are, Perry"                        | Robert F. Hughes                       | Jon Colton Barry (story) Aliki Theofilopoulos Grafft & Antoine Guilbaud (storyboards) | N/A                        | ngày 11 tháng 7 năm 2009                 | 210a        |
| 65               | 18              | "Swiss Family Phineas"                            | Zac Moncrief                           | Scott Peterson (story) Sherm Cohen & Chong Lee (storyboards) | N/A                        | ngày 11 tháng 7 năm 2009                 | 210b        |
| 66               | 19              | "Hide and Seek"                                   | Zac Moncrief                           | Jon Colton Barry (story) Kim Roberson & Kaz (storyboards) | N/A                        | ngày 18 tháng 7 năm 2009                 | 213a        |
| 67               | 20              | "That Sinking Feeling"                            | Robert F. Hughes                       | May Chan (story) Aliki Theofilopoulos Grafft & Antoine Guilbaud (storyboards) | N/A                        | ngày 18 tháng 7 năm 2009                 | 213b        |
| 68               | 21              | "The Baljeatles"                                  | Robert F. Hughes                       | Jon Colton Barry (story) Jon Colton Barry & Piero Piluso (storyboards) | N/A                        | ngày 25 tháng 7 năm 2009                 | 214a        |
| 69               | 22              | "Vanessassary Roughness"                          | Robert F. Hughes                       | Scott Peterson (story) Michael Diederich & Perry Zombolas (storyboards) | N/A                        | ngày 25 tháng 7 năm 2009                 | 214b        |
| 70               | 23              | "No More Bunny Business"                          | Zac Moncrief                           | Jon Colton Barry (story) Sherm Cohen & Chong Lee (storyboards) | 2.80                       | ngày 1 tháng 8 năm 2009                  | 215a        |
| 71               | 24              | "Spa Day"                                         | Robert F. Hughes                       | Jennifer Keene (story) Aliki Theofilopoulos Grafft & Antoine Guilbaud (storyboards) | 2.80                       | ngày 1 tháng 8 năm 2009                  | 215b        |
| 72               | 25              | "Phineas and Ferb's Quantum Boogaloo"             | Zac Moncrief                           | Scott Peterson (story) Kim Roberson & Kaz (storyboards) | 3.88                       | ngày 21 tháng 9 năm 2009                 | 212         |
| 73               | 26              | "Phineas and Ferb's Musical Cliptastic Countdown" | Dan Povenmire                          | Scott Peterson (written) Jon Colton Barry (story) | 4.50                       | ngày 12 tháng 10 năm 2009                | 211         |
| 74               | 27              | "Bubble Boys"                                     | Zac Moncrief                           | May Chan (story) Mike Roth & J.G. Orrantia (storyboards) | 4.01                       | ngày 17 tháng 10 năm 2009                | 216a        |
| 75               | 28              | "Isabella and the Temple of Sap"                  | Zac Moncrief                           | May Chan (story) Mike Roth & J.G. Orrantia (storyboards) | 4.01                       | ngày 17 tháng 10 năm 2009                | 216b        |
| 76               | 29              | "Cheer Up Candace"                                | Robert F. Hughes                       | May Chan (story) Michael Diederich & Perry Zombolas (storyboards) | 4.13                       | ngày 24 tháng 10 năm 2009                | 217a        |
| 77               | 30              | "Fireside Girl Jamboree"                          | Zac Moncrief                           | Jennifer Keene (story) Sherm Cohen & Chong Lee (storyboards) | 4.13                       | ngày 24 tháng 10 năm 2009                | 217b        |
| 78               | 31              | "The Bully Code"                                  | Zac Moncrief                           | Martin Olson (story) Kim Roberson & Kaz (storyboards) | 4.27                       | ngày 31 tháng 10 năm 2009                | 218a        |
| 79               | 32              | "Finding Mary McGuffin"                           | Robert F. Hughes & Jay Lender          | Jennifer Keene (story) Aliki Theofilopoulos Grafft & Antoine Guilbaud (storyboards) | 4.27                       | ngày 31 tháng 10 năm 2009                | 218b        |
| 80               | 33              | "Picture This"                                    | Robert F. Hughes & Jay Lender          | Martin Olson (story) Michael Diederich & Kaz (storyboards) | N/A                        | ngày 7 tháng 11 năm 2009                 | 220a        |
| 81               | 34              | "Nerdy Dancin'"                                   | Zac Moncrief                           | May Chan (story) J.G. Orrantia & Perry Zombolas (storyboards) | N/A                        | ngày 7 tháng 11 năm 2009                 | 220b        |
| 82               | 35              | "What Do It Do?"                                  | Robert F. Hughes & Jay Lender          | Martin Olson (story) Jon Colton Barry & Piero Piluso (storyboards) | N/A                        | ngày 14 tháng 11 năm 2009                | 219a        |
| 83               | 36              | "Atlantis"                                        | Zac Moncrief                           | Jennifer Keene (story) Kim Roberson & Kaz (storyboards) | N/A                        | ngày 14 tháng 11 năm 2009                | 219b        |
| 84               | 37              | "Phineas and Ferb Christmas Vacation"             | Zac Moncrief                           | Jon Colton Barry & Scott Peterson (story) Jon Colton Barry & Piero Piluso (storyboards) | 5.21                       | 7 tháng 12 năm 2009                      | 222         |
| 85               | 38              | "Just Passing Through"                            | Zac Moncrief                           | Martin Olson (story) Edgar Karapetyan & Kim Roberson (storyboards) | N/A                        | ngày 6 tháng 2 năm 2010                  | 224a        |
| 86               | 39              | "Candace's Big Day"                               | Robert F. Hughes & Jay Lender          | Jennifer Keene (story) Aliki Theofilopoulos Grafft & Antoine Guilbaud (storyboards) | N/A                        | ngày 6 tháng 2 năm 2010                  | 224b        |
| 87               | 40              | "I Was a Middle Aged Robot"                       | Zac Moncrief                           | Martin Olson (story) Sherm Cohen & Chong Lee (storyboards) | N/A                        | ngày 13 tháng 2 năm 2010                 | 221a        |
| 88               | 41              | "Suddenly Suzy"                                   | Robert F. Hughes & Jay Lender          | Martin Olson & May Chan (story) Aliki Theofilopoulos Grafft & Antoine Guilbaud (storyboards) | N/A                        | ngày 13 tháng 2 năm 2010                 | 221b        |
| 89               | 42              | "Undercover Carl"                                 | Zac Moncrief                           | Martin Olson & May Chan (story) Chong Lee & Sherm Cohen (storyboards) | N/A                        | ngày 13 tháng 2 năm 2010                 | 223a        |
| 90               | 43              | "Hip Hip Parade"                                  | Robert F. Hughes & Zac Moncrief        | May Chan (story) J.G. Orrantia & Perry Zombolas (storyboards) | N/A                        | ngày 13 tháng 2 năm 2010                 | 223b        |
| 91               | 44              | "Invasion of the Ferb Snatchers"                  | Zac Moncrief                           | Jennifer Keene & Martin Olson (story) J.G. Orrantia & Perry Zombolas (storyboards) | N/A                        | ngày 20 tháng 2 năm 2010                 | 225a        |
| 92               | 45              | "Ain't No Kiddie Ride"                            | Zac Moncrief                           | Jennifer Keene & Martin Olson (story) Sherm Cohen & Chong Lee (storyboards) | N/A                        | ngày 20 tháng 2 năm 2010                 | 225b        |
| 93               | 46              | "Not Phineas and Ferb"                            | Zac Moncrief                           | Martin Olson (story) Kim Roberson & Kaz (storyboards) | 1.84                       | ngày 27 tháng 2 năm 2010                 | 228a        |
| 94               | 47              | "Phineas and Ferb-Busters"                        | Jay Lender                             | Scott Peterson (story) Aliki Theofilopoulos Grafft & Antoine Guilbaud (storyboards) | 1.84                       | ngày 27 tháng 2 năm 2010                 | 228b        |
| 95               | 48              | "The Lizard Whisperer"                            | Zac Moncrief                           | May Chan, Jennifer Keene & Martin Olson (story) Sherm Cohen & Chong Lee (storyboards) | N/A                        | ngày 6 tháng 3 năm 2010                  | 229a        |
| 96               | 49              | "Robot Rodeo"                                     | Jay Lender                             | May Chan (story) Kaz & J.G. Orrantia (storyboards) | N/A                        | ngày 6 tháng 3 năm 2010                  | 229b        |
| 97               | 50              | "The Beak"                                        | Jeff "Swampy" Marsh                    | Scott Peterson (story) Jon Colton Barry & Piero Piluso (storyboards) | N/A                        | ngày 8 tháng 3 năm 2010                  | 227         |
| 98               | 51              | "She's the Mayor"                                 | Zac Moncrief                           | Jennifer Keene & Martin Olson (story) Michael Diederich & Perry Zombolas (storyboards) | N/A                        | ngày 14 tháng 6 năm 2010                 | 231a        |
| 99               | 52              | "The Lemonade Stand"                              | Jay Lender                             | May Chan (story) Aliki Theofilopoulos Grafft & Antoine Guilbaud (storyboards) | N/A                        | ngày 14 tháng 6 năm 2010                 | 231b        |
| 100              | 53              | "Phineas and Ferb Hawaiian Vacation"              | Zac Moncrief                           | Jennifer Keene (part 1 & 2) & May Chan (part 2) (story) Kaz & Kim Roberson (part 1), Michael Diederich & Perry Zombolas (part 2) (storyboards)                                                                                        | N/A                        | ngày 9 tháng 7 năm 2010 (Disney Channel) | 234         |
| 101              | 54              | "Phineas and Ferb: Summer Belongs To You!"        | Robert F. Hughes & Dan Povenmire       | Dan Povenmire & Jeff "Swampy" Marsh (story) Dan Povenmire, Robert F. Hughes, Kyle Menke, Kim Roberson, Michael Diederich, Aliki Theofilopoulos Grafft, Antoine Guilbaud, Kaz, J.G. Orrantia, Mike Roth & Perry Zombolas (storyboards) | 3.86                       | ngày 2 tháng 8 năm 2010                  | 237–238     |
| 102              | 55              | "Nerds of a Feather"                              | Jay Lender                             | Jon Colton Barry (story) Jon Colton Barry & Piero Piluso (storyboards) | 3.40                       | ngày 16 tháng 8 năm 2010                 | 233         |
| 103              | 56              | "Wizard of Odd"                                   | Robert F. Hughes & Jay Lender          | Scott Peterson (story) Michael Diederich & Kaz (storyboards) | 3.07                       | ngày 24 tháng 9 năm 2010                 | 226         |
| 104              | 57              | "We Call it Maze"                                 | Zac Moncrief                           | Jennifer Keene (story) Bernie Petterson & Chong Lee (storyboards) | 4.35                       | ngày 1 tháng 10 năm 2010                 | 232a        |
| 105              | 58              | "Ladies and Gentlemen: Meet Max Modem!"           | Jay Lender                             | Scott Peterson (story) J.G. Orrantia & Kaz (storyboards) | 4.35                       | ngày 1 tháng 10 năm 2010                 | 232b        |
| 106              | 59              | "The Secret of Success"                           | Zac Moncrief                           | May Chan & Jennifer Keene (story) Kim Roberson & Kaz (storyboards) | N/A                        | ngày 8 tháng 10 năm 2010                 | 230a        |
| 107              | 60              | "The Doof Side of the Moon"                       | Jay Lender                             | Jon Colton Barry & Martin Olson (story) Edgar Karapetyan & Bernie Petterson (storyboards) | N/A                        | ngày 8 tháng 10 năm 2010                 | 230b        |
| 108              | 61              | "Split Personality"                               | Jay Lender                             | Scott Peterson, Jennifer Keene & Lance LeCompte (story) Aliki Theofilopoulos Grafft & Antoine Guilbaud (storyboards) | 3.23                       | ngày 29 tháng 10 năm 2010                | 235a        |
| 109              | 62              | "Brain Drain"                                     | Jay Lender                             | Martin Olson (story) J.G. Orrantia & Kaz (storyboards) | 3.23                       | ngày 29 tháng 10 năm 2010                | 235b        |
| 110              | 63              | "Rollercoaster: The Musical!"                     | Dan Povenmire & Robert F. Hughes       | Dan Povenmire & Jeff "Swampy" Marsh (story) May Chan, Jennifer Keene, Martin Olson & Scott Peterson (written) Flammarion Ferreira, Wendy Grieb, Robert F. Hughes, Chris Headrick & Chong Lee (storyboards)                            | N/A                        | 28 tháng 1 năm 2011                      | 239         |
| 111              | 64              | "Make Play"                                       | Zac Moncrief                           | May Chan (story) Bernie Petterson & Edgar Karapetyan (storyboards) | N/A                        | ngày 11 tháng 2 năm 2011                 | 236a        |
| 112              | 65              | "Candace Gets Busted"                             | Zac Moncrief                           | Scott Peterson (story) Kim Roberson & Kaz (storyboards) | N/A                        | ngày 11 tháng 2 năm 2011                 | 236b        |

### Mùa 3 (2011–12)
| Số tập theo phim | Số tập theo mùa | Tựa đề                                           | Đạo diễn                               | Biên kịch | Người xem Mỹ (triệu người) | Ngày công chiếu                 | Mã sản xuất                                     |
| ---------------- | --------------- | ------------------------------------------------ | -------------------------------------- | --- | -------------------------- | ------------------------------- | ----------------------------------------------- |
| 113              | 1               | "The Great Indoors"                              | Jay Lender                             | Jim Bernstein (story) Chong Lee & Bernie Petterson (storyboards) | 3.31                       | 4 tháng 3 năm 2011              | 302a                                            |
| 114              | 2               | "Canderemy"                                      | Jay Lender                             | Scott Peterson (story) J.G. Orrantia & Kim Roberson (storyboards) | 3.31                       | 4 tháng 3 năm 2011              | 302b                                            |
| 115              | 3               | "Run, Candace, Run"                              | Jay Lender                             | Sergio Armendariz, Jon Colton Barry, Jennifer Keene & Martin Olson (story) Michael Diederich, Antoine Guilbaud, Kyle Menke & Perry Zombolas (storyboards)                    | 3.21                       | 11 tháng 3 năm 2011             | 301a Guest stars: Tina Fey as Annabelle Johnson |
| 116              | 4               | "Last Train to Bustville"                        | Robert F. Hughes                       | Martin Olson (story) Antoine Guilbaud, Jeff Myers & Mike Roth (storyboards)                                                                                                  | 3.21                       | 11 tháng 3 năm 2011             | 301b                                            |
| 117              | 5               | "Phineas' Birthday Clip-O-Rama!"                 | Jay Lender                             | Scott Peterson (story) Chong Lee & Bernie Petterson (storyboards) | 2.49                       | 1 tháng 4 năm 2011              | 304                                             |
| 118              | 6               | "The Belly of the Beast"                         | Jay Lender                             | Jim Bernstein (story) Michael Diederich & Kyle Menke (storyboards) | 2.30                       | 29 tháng 4 năm 2011             | 303a                                            |
| 119              | 7               | "Moon Farm"                                      | Robert F. Hughes                       | Jim Bernstein (story) Antoine Guilbaud & Kaz (storyboards) | 2.30                       | 29 tháng 4 năm 2011             | 303b                                            |
| 120              | 8               | "Ask a Foolish Question"                         | Jay Lender                             | Martin Olson (story) Chong Lee & Bernie Petterson (storyboards) | 2.56                       | 13 tháng 5 năm 2011             | 305a                                            |
| 121              | 9               | "Misperceived Monotreme"                         | Jay Lender                             | Martin Olson (story) Kaz & Tom Minton (storyboards) | 2.56                       | 13 tháng 5 năm 2011             | 305b                                            |
| 122              | 10              | "Candace Disconnected"                           | Robert F. Hughes                       | Martin Olson (story) Aliki Theofilopoulos Grafft & Antoine Guilbaud (storyboards)                                                                                            | N/A                        | 18 tháng 6 năm 2011             | 306a                                            |
| 123              | 11              | "Magic Carpet Ride"                              | Jay Lender                             | Jennifer Keene (story) Michael Diederich & Tom Minton (storyboards) | N/A                        | 18 tháng 6 năm 2011             | 306b                                            |
| 124              | 12              | "Bad Hair Day"                                   | Robert F. Hughes                       | Jim Bernstein & Lance LeCompte (story) Kim Roberson & Kaz (storyboards) | 4.37                       | 24 tháng 6 năm 2011             | 307a                                            |
| 125              | 13              | "Meatloaf Surprise"                              | Robert F. Hughes                       | Martin Olson (story) Chong Lee & Bernie Petterson (storyboards) | 4.37                       | 24 tháng 6 năm 2011             | 307b                                            |
| 126              | 14              | "Phineas and Ferb Interrupted"                   | Jay Lender                             | Jennifer Keene (story) Kim Roberson & Kaz (storyboards) | 4.29                       | 15 tháng 7 năm 2011             | 309a                                            |
| 127              | 15              | "A Real Boy"                                     | Robert F. Hughes                       | Martin Olson, Jim Bernstein & Scott Peterson (story) Aliki Theofilopoulos Grafft & Antoine Guilbaud (storyboards)                                                            | 4.29                       | 15 tháng 7 năm 2011             | 309b                                            |
| 128              | 16              | "Mommy Can You Hear Me?"                         | Jay Lender                             | Martin Olson, Jim Bernstein & Scott Peterson (story) J.G. Orrantia & Kaz (storyboards)                                                                                       | 3.11                       | 29 tháng 7 năm 2011             | 310a                                            |
| 129              | 17              | "Road Trip"                                      | Robert F. Hughes                       | Scott Peterson (written) Kim Roberson & Kaz (storyboards) | 3.11                       | 29 tháng 7 năm 2011             | 310b                                            |
| 130              | 18              | "Tour de Ferb"                                   | Jay Lender                             | Jim Bernstein & Martin Olson (story) Chong Lee & Bernie Petterson (storyboards)                                                                                              | 3.93                       | 12 tháng 8 năm 2011             | 311b                                            |
| 131              | 19              | "Skiddley Whiffers"                              | Jay Lender                             | Jim Bernstein (story) Chong Lee & Tom Minton (storyboards) | 3.81                       | 26 tháng 8 năm 2011             | 311a                                            |
| 132              | 20              | "My Fair Goalie"                                 | Jeff "Swampy" Marsh & Robert F. Hughes | Jim Bernstein & Jon Colton Barry (story) Jon Colton Barry & Mike Milo (storyboards)                                                                                          | 4.65                       | 9 tháng 9 năm 2011              | 312                                             |
| 133              | 21              | "Bullseye!"                                      | Jay Lender                             | Martin Olson (story) J.G. Orrantia & Kaz (storyboards) | 4.18                       | 30 tháng 9 năm 2011             | 313b                                            |
| 134              | 22              | "That's the Spirit!"                             | Jay Lender                             | Scott Peterson (story) Bernie Petterson & Michael Diederich (storyboards) | 3.37                       | 7 tháng 10 năm 2011             | 314a                                            |
| 135              | 23              | "The Curse of Candace"                           | Robert F. Hughes & Jay Lender          | Martin Olson (story) J.G. Orrantia & Kaz (storyboards) | 3.37                       | 7 tháng 10 năm 2011             | 314b                                            |
| 136              | 24              | "Escape from Phineas Tower"                      | Jay Lender                             | Kaz (story) Bernie Petterson, Michael Diederich & Tom Minton (storyboards)                                                                                                   | 3.34                       | 21 tháng 10 năm 2011            | 315a                                            |
| 137              | 25              | "Lotsa Latkes"                                   | Jay Lender                             | Jim Bernstein & Jon Colton Barry (story) Chong Lee & Mike Milo (storyboards)                                                                                                 | 3.61                       | 18 tháng 11 năm 2011            | 316b                                            |
| 138              | 26              | "Ferb Latin"                                     | Robert F. Hughes & Jay Lender          | Jim Bernstein & Jon Colton Barry (story) Antoine Guilbaud & Kaz (storyboards)                                                                                                | 2.93                       | 25 tháng 11 năm 2011            | 316a                                            |
| 139              | 27              | "A Phineas and Ferb Family Christmas"            | Dan Povenmire & Robert F. Hughes       | Scott Peterson (story and written) Derek Thompson, Seth Kearsley & Wendy Grieb (storyboards)                                                                                 | 4.22                       | 2 tháng 12 năm 2011             | 317a Guest star: Kelly Clarkson as herself      |
| 140              | 28              | "Tri-Stone Area"                                 | Robert F. Hughes                       | Scott Peterson (story) Aliki Theofilopoulos Grafft & Antoine Guilbaud (storyboards)                                                                                          | N/A                        | 13 tháng 1 năm 2012             | 308a                                            |
| 141              | 29              | "Doof Dynasty"                                   | Jay Lender                             | Scott Peterson (story) Michael Diederich & Tom Minton (storyboards) | N/A                        | 14 tháng 1 năm 2012             | 308b                                            |
| 142              | 30              | "Excaliferb"                                     | Robert F. Hughes                       | Scott Peterson (story) Aliki Theofilopoulos Grafft & J.G. Orrantia (storyboards)                                                                                             | 2.17                       | 15 tháng 1 năm 2012             | 320                                             |
| 143              | 31              | "Phineas and Ferb and the Temple of Juatchadoon" | Jay Lender                             | Jim Bernstein (story) Bernie Petterson & Michael Diederich (storyboards) | 2.76                       | 16 tháng 1 năm 2012 (Disney XD) | 322b                                            |
| 144              | 32              | "Monster from the Id"                            | Jay Lender                             | Jim Bernstein (story) Kim Roberson & Kaz (storyboards) | 2.51                       | 10 tháng 2 năm 2012             | 321a                                            |
| 145              | 33              | "Gi-Ants"                                        | Robert F. Hughes                       | Jim Bernstein (story) Mike Milo & Seth Kearsley (storyboards) | 2.51                       | 10 tháng 2 năm 2012             | 321b                                            |
| 146              | 34              | "The Remains of the Platypus"                    | Zac Moncrief                           | Clint Daniels & Jill Daniels (story) Zac Moncrief & John Mathot (storyboards)                                                                                                | 3.34                       | 24 tháng 2 năm 2012             | 315b                                            |
| 147              | 35              | "Mom's in the House"                             | Jay Lender                             | Martin Olson (story) Antoine Guilbaud & Kaz (storyboards) | 2.45                       | 2 tháng 3 năm 2012              | 319a                                            |
| 148              | 36              | "Perry the Actorpus"                             | Robert F. Hughes                       | Scott Peterson (story) Eddy Houchins & Kaz (storyboards) | N/A                        | 3 tháng 3 năm 2012 (Disney XD)  | 313a                                            |
| 149              | 37              | "Let's Bounce"                                   | Robert F. Hughes                       | Jim Bernstein (story) Kim Roberson & Kaz (storyboards) | N/A                        | 16 tháng 3 năm 2012             | 323b                                            |
| 150              | 38              | "Bully Bromance Breakup"                         | Jay Lender                             | Scott Peterson (story) John Mathot & Mike Milo (storyboards) | N/A                        | 16 tháng 3 năm 2012             | 324b                                            |
| 151              | 39              | "Quietest Day Ever"                              | Jay Lender                             | Jim Bernstein (story) Antoine Guilbaud & Kaz (storyboards) | 2.64                       | 30 tháng 3 năm 2012             | 324a                                            |
| 152              | 40              | "The Doonkleberry Imperative"                    | Jay Lender                             | Martin Olson (story) Michael Diederich & Bernie Petterson (storyboards) | 2.64                       | 30 tháng 3 năm 2012             | 325a                                            |
| 153              | 41              | "Meapless in Seattle"                            | Robert F. Hughes                       | Jon Colton Barry (story) Derek Thompson, Jon Colton Barry & Kyle Menke (storyboards)                                                                                         | 3.06                       | 6 tháng 4 năm 2012              | 327                                             |
| 154              | 42              | "Delivery of Destiny"                            | Robert F. Hughes                       | Scott Peterson (story) Kim Roberson & Kaz (storyboards) | 2.94                       | 27 tháng 4 năm 2012             | 323a                                            |
| 155              | 43              | "Buford Confidential"                            | Jay Lender                             | Jim Bernstein & Martin Olson (story) Antoine Guilbaud & Kaz (storyboards) | 2.94                       | 27 tháng 4 năm 2012             | 325b                                            |
| 156              | 44              | "The Mom Attractor"                              | Robert F. Hughes                       | Martin Olson (story) Aliki Theofilopoulos Grafft & J.G. Orrantia (storyboards)                                                                                               | 2.24                       | 4 tháng 5 năm 2012              | 328a                                            |
| 157              | 45              | "Cranius Maximus"                                | Jay Lender                             | Scott Peterson (story) Bernie Petterson & Michael Diederich (storyboards) | 2.24                       | 4 tháng 5 năm 2012              | 328b                                            |
| 158              | 46              | "Agent Doof"                                     | Robert F. Hughes                       | Scott Peterson (story) Michael Diederich & Bernie Petterson (storyboards) | 2.78                       | 11 tháng 5 năm 2012             | 322a                                            |
| 159              | 47              | "Minor Monogram"                                 | Dan Povenmire                          | Jim Bernstein (story) Jon Colton Barry & Kyle Menke (storyboards) | 2.78                       | 11 tháng 5 năm 2012             | 319b                                            |
| 160              | 48              | "What A Croc!"                                   | Robert F. Hughes                       | Martin Olson (story) Aliki Theofilopoulos Grafft & Antoine Guilbaud (storyboards)                                                                                            | 2.73                       | 1 tháng 6 năm 2012              | 318a                                            |
| 161              | 49              | "Sleepwalk Surprise"                             | Robert F. Hughes                       | Scott Peterson (story) Kim Roberson & Kaz (storyboards) | 3.29                       | 8 tháng 6 năm 2012              | 326a                                            |
| 162              | 50              | "Sci-Fi Pie Fly"                                 | Jay Lender                             | Jim Bernstein & Martin Olson (story) John Mathot & Mike Milo (storyboards)                                                                                                   | 3.29                       | 8 tháng 6 năm 2012              | 326b                                            |
| 163              | 51              | "Sipping with the Enemy"                         | Robert F. Hughes                       | Scott Peterson (story) Kim Roberson & Kaz (storyboards) | 3.84                       | 22 tháng 6 năm 2012             | 329a                                            |
| 164              | 52              | "Tri-State Treasure: Boot of Secrets"            | Jay Lender                             | Jim Bernstein (story) J.G. Orrantia & Mike Milo (storyboards) | 3.84                       | 22 tháng 6 năm 2012             | 329b                                            |
| 165              | 53              | "Doofapus"                                       | Robert F. Hughes                       | Scott Peterson (story) Aliki Theofilopoulos Grafft, J.G. Orrantia & John Mathot (storyboards)                                                                                | 2.67                       | 6 tháng 7 năm 2012              | 330a                                            |
| 166              | 54              | "Norm Unleashed"                                 | Jay Lender                             | Jim Bernstein & Martin Olson (story) Bernie Petterson & Michael Diederich (storyboards)                                                                                      | 3.26                       | 20 tháng 7 năm 2012             | 330b                                            |
| 167              | 55              | "Where's Perry?" (Part One)                      | Robert F. Hughes                       | Martin Olson, Jim Bernstein & Scott Peterson (story) Bernie Petterson, J.G. Orrantia, Kim Roberson & Kaz (storyboards)                                                       | 3.73                       | 26 tháng 7 năm 2012             | 332                                             |
| 168              | 56              | "Where's Perry?" (Part Two)                      | Robert F. Hughes & Jay Lender          | Martin Olson, Jim Bernstein & Scott Peterson (story) Aliki Theofilopoulos Grafft, Derek Thompson, Edgar Karapetyan, John Mathot, Jon Colton Barry & Kyle Menke (storyboards) | 4.29                       | 24 tháng 8 năm 2012             | 333                                             |
| 169              | 57              | "Ferb TV"                                        | Robert F. Hughes                       | Scott Peterson (story) Chong Lee & Mike Milo (storyboards) | 3.61                       | 7 tháng 9 năm 2012              | 318b                                            |
| 170              | 58              | "When Worlds Collide"                            | Robert F. Hughes                       | Scott Peterson (story) Derek Thompson & Kyle Menke (storyboards) | 2.64                       | 14 tháng 9 năm 2012             | 331a                                            |
| 171              | 59              | "What'd I Miss?"                                 | Robert F. Hughes                       | Scott Peterson (story) Aliki Theofilopoulos Grafft & John Mathot (storyboards)                                                                                               | 2.43                       | 17 tháng 9 năm 2012 (Disney XD) | 334b                                            |
| 172              | 60              | "Road to Danville"                               | Jay Lender                             | Jim Bernstein & Jon Colton Barry (story) Antoine Guilbaud & Kaz (storyboards)                                                                                                | 2.73                       | 26 tháng 10 năm 2012            | 331b                                            |
| 173              | 61              | "This Is Your Backstory"                         | Jay Lender                             | Scott Peterson (story) Michael Diederich & Seth Kearsley (storyboards) | 2.78                       | 2 tháng 11 năm 2012             | 335                                             |
| 174              | 62              | "Blackout!"                                      | Jay Lender                             | Jim Bernstein (story) Antoine Guilbaud & Kaz (storyboards) | 2.44                       | 9 tháng 11 năm 2012             | 334a                                            |

### Mùa 4 (2012–15)
| Số tập theo phim | Số tập theo mùa | Tựa đề                                                                     | Đạo diễn                        | Biên kịch | Người xem Mỹ (triệu người)               | Ngày công chiếu                      | Mã sản xuất                                                                                  |
| ---------------- | --------------- | -------------------------------------------------------------------------- | ------------------------------- | --- | ---------------------------------------- | ------------------------------------ | -------------------------------------------------------------------------------------------- |
| 175              | 1               | "For Your Ice Only"                                                        | Robert F. Hughes                | Scott Peterson (story) Eddie Pittman & Joshua Pruett (storyboards) | 3.70                                     | 7 tháng 12 năm 2012                  | 402a                                                                                         |
| 176              | 2               | "Happy New Year!"                                                          | Sue Perrotto                    | Dani Vetere (story) Antoine Guilbaud & Kaz (storyboards) | 3.70                                     | 7 tháng 12 năm 2012                  | 402b                                                                                         |
| 177              | 3               | "Fly on the Wall"                                                          | Sue Perrotto                    | Jim Bernstein (story) Aliki Theofilopoulos Grafft & John Mathot (storyboards) | 3.39                                     | 11 tháng 1 năm 2013                  | 401a                                                                                         |
| 178              | 4               | "Bully Bust"                                                               | Sue Perrotto                    | Jim Bernstein (story) Bernie Petterson & J.G. Orrantia (storyboards) | 2.99                                     | 18 tháng 1 năm 2013                  | 403a                                                                                         |
| 179              | 5               | "My Sweet Ride"                                                            | Robert F. Hughes                | Dani Vetere (story) Chris Headrick & Michael Diederich (storyboards) | 3.77                                     | 1 tháng 2 năm 2013                   | 401b                                                                                         |
| 180              | 6               | "Der Kinderlumper"                                                         | Robert F. Hughes                | Jim Bernstein (story) Michael B. Singleton & Michael Diederich (storyboards) | 3.14                                     | 15 tháng 2 năm 2013                  | 404a                                                                                         |
| 181              | 7               | "Sidetracked"                                                              | Robert F. Hughes & Sue Perrotto | Dani Vetere & Scott Peterson (story) Kim Roberson, Kaz, Aliki Theofilopoulos Grafft & John Mathot (storyboards) | 2.98                                     | 1 tháng 3 năm 2013                   | 406                                                                                          |
| 182              | 8               | "Primal Perry"                                                             | Robert F. Hughes                | Martin Olson, Jim Bernstein & Scott Peterson (story) Joshua Pruett & Kyle Menke (storyboards) | 2.46                                     | 2 tháng 3 năm 2013 (Disney XD)       | 408                                                                                          |
| 183              | 9               | "Mind Share"                                                               | Robert F. Hughes                | Martin Olson (story) Michael B. Singleton & Michael Diederich (storyboards) | 3.24                                     | 5 tháng 4 năm 2013                   | 407b                                                                                         |
| 184              | 10              | "Backyard Hodge Podge"                                                     | Sue Perrotto                    | Dani Vetere (story) Aliki Theofilopoulos Grafft & John Mathot (storyboards) | 2.59                                     | 19 tháng 4 năm 2013                  | 403b                                                                                         |
| 185              | 11              | "Bee Day"                                                                  | Sue Perrotto                    | Dani Vetere (story) Antoine Guilbaud & Kaz (storyboards) | 2.44                                     | 26 tháng 4 năm 2013                  | 405a                                                                                         |
| 186              | 12              | "Bee Story"                                                                | Sue Perrotto                    | Dani Vetere (story) Bernie Petterson & J.G. Orrantia (storyboards) | 2.44                                     | 26 tháng 4 năm 2013                  | 405b                                                                                         |
| 187              | 13              | "Great Balls Of Water"                                                     | Sue Perrotto                    | Jim Bernstein (story) Aliki Theofilopoulos Grafft & John Mathot (storyboards) | 3.29                                     | 7 tháng 6 năm 2013                   | 410a                                                                                         |
| 188              | 14              | "Where's Pinky?"                                                           | Robert F. Hughes                | Dani Vetere, Jim Bernstein & Martin Olson (story) Eddie Pittman & Joshua Pruett (storyboards) | 3.29                                     | 7 tháng 6 năm 2013                   | 410b                                                                                         |
| 189              | 15              | "Phineas and Ferb's Musical Cliptastic Countdown Hosted by Kelly Osbourne" | Kim Roberson (uncredited)       | Bobby Gaylor (written) (uncredited) | 3.12                                     | 28 tháng 6 năm 2013                  | 440                                                                                          |
| 190              | 16              | "Knot My Problem"                                                          | Sue Perrotto                    | Dani Vetere (story) Antoine Guilbaud & Kaz (storyboards) | 2.64                                     | 5 tháng 7 năm 2013                   | 407a                                                                                         |
| 191              | 17              | "Just Desserts"                                                            | Robert F. Hughes                | Dani Vetere (story) Kim Roberson & Kaz (storyboards) | 2.64                                     | 5 tháng 7 năm 2013                   | 404b                                                                                         |
| 192              | 18              | "La Candace-Cabra"                                                         | Sue Perrotto                    | Jonathan Howard (story) Bernie Petterson & J.G. Orrantia (storyboards) | 2.69                                     | 12 tháng 7 năm 2013                  | 409a                                                                                         |
| 193              | 19              | "Happy Birthday, Isabella"                                                 | Robert F. Hughes                | Scott Peterson (story) Kim Roberson & Kaz (storyboards) | 2.69                                     | 12 tháng 7 năm 2013                  | 409b                                                                                         |
| 194              | 20              | "Love at First Byte"                                                       | Sue Perrotto                    | Martin Olson (story) Eddie Pittman & J.G. Orrantia (storyboards) | 2.83                                     | 2 tháng 8 năm 2013                   | 414a                                                                                         |
| 195              | 21              | "One Good Turn"                                                            | Robert F. Hughes                | Jim Bernstein (story) Edward Rivera & Michael Diederich (storyboards) | 3.31                                     | 9 tháng 8 năm 2013                   | 414b                                                                                         |
| 196              | 22              | "Phineas and Ferb: Mission Marvel"                                         | Robert F. Hughes & Sue Perrotto | Dani Vetere, Jim Bernstein, Martin Olson & Scott Peterson (story) Antoine Guilbaud, Bernie Petterson, Eddie Pittman, J.G. Orrantia, Joshua Pruett, Kaz, Kim Roberson & Kyle Menke (storyboards)                                         | 3.76                                     | 16 tháng 8 năm 2013                  | 411/412                                                                                      |
| 197              | 23              | "Thanks But No Thanks"                                                     | Sue Perrotto                    | Martin Olson (story) Antoine Guilbaud & Kaz (storyboards) | 2.51                                     | 13 tháng 9 năm 2013                  | 413a                                                                                         |
| 198              | 24              | "Troy Story"                                                               | Robert F. Hughes                | Jim Bernstein & Scott Peterson (story) Michael B. Singleton & Michael Diederich (storyboards) | 2.55                                     | 20 tháng 9 năm 2013                  | 413b                                                                                         |
| 199              | 25              | "Druselsteinoween"                                                         | Robert F. Hughes                | Dani Vetere (story) Kyle Menke & Michael Diederich (storyboards) | 2.65                                     | 4 tháng 10 năm 2013                  | 419a                                                                                         |
| 200              | 26              | "Terrifying Tri-State Trilogy of Terror"                                   | Robert F. Hughes                | Dani Vetere, Martin Olson & Scott Peterson (story) Mike Bell, Kim Roberson, Aliki Theofilopoulos Grafft & John Mathot (storyboards) | 3.02                                     | 5 tháng 10 năm 2013                  | 418                                                                                          |
| 201              | 27              | "Face Your Fear"                                                           | Robert F. Hughes                | Martin Olson (story) Bernie Petterson & Joshua Pruett (storyboards) | 2.14                                     | 11 tháng 10 năm 2013                 | 419b                                                                                         |
| 202              | 28              | "Cheers for Fears"                                                         | Sue Perrotto                    | Dani Vetere (story) Aliki Theofilopoulos Grafft, John Mathot & Kim Roberson (storyboards) | 2.41                                     | 1 tháng 11 năm 2013                  | 415a                                                                                         |
| 203              | 29              | "Steampunx"                                                                | Robert F. Hughes                | Dani Vetere (story) Bernie Petterson & Joshua Pruett (storyboards) | 1.70                                     | 15 tháng 11 năm 2013                 | 417a                                                                                         |
| 204              | 30              | "Just Our Luck"                                                            | Sue Perrotto                    | Dani Vetere (story) Aliki Theofilopoulos Grafft & John Mathot (storyboards) | 1.75                                     | 10 tháng 1 năm 2014                  | 415b                                                                                         |
| 205              | 31              | "Return Policy"                                                            | Sue Perrotto                    | Dani Vetere (story) Mike Bell & Patrick O'Connor (storyboards) | 2.23                                     | 24 tháng 1 năm 2014                  | 416a                                                                                         |
| 206              | 32              | "Live and Let Drive"                                                       | Sue Perrotto                    | Jeff "Swampy" Marsh, Jim Bernstein, Martin Olson & Scott Peterson (story) Eddie Pittman & J.G. Orrantia (storyboards) | 0.41                                     | 1 tháng 3 năm 2014                   | 424b                                                                                         |
| 207              | 33              | "Phineas and Ferb Save Summer"                                             | Robert F. Hughes & Sue Perrotto | Dani Vetere, Jim Bernstein, Martin Olson & Scott Peterson (story) J.G. Orrantia, Eddie Pittman, Aliki Theofilopoulos Grafft, Joshua Pruett, John Mathot, Mike Bell, Kyle Menke & Michael Diederich (storyboards)                        | 0.56 (Disney XD) / 2.33 (Disney Channel) | 9 tháng 6 năm 2014                   | 427/428                                                                                      |
| 208              | 34              | "Father's Day"                                                             | Sue Perrotto                    | Scott Peterson (story) Edward Rivera & Patrick O'Connor (storyboards) | 0.41                                     | 10 tháng 6 năm 2014                  | 421b                                                                                         |
| 209              | 35              | "Imperfect Storm"                                                          | Robert F. Hughes                | Martin Olson (story) Bernie Petterson & Joshua Pruett (storyboards) | 0.44                                     | 11 tháng 6 năm 2014                  | 416b                                                                                         |
| 210              | 36              | "The Return of the Rogue Rabbit"                                           | Robert F. Hughes                | Scott Peterson (story) Michael B. Singleton & Michael Diederich (storyboards) | 0.29                                     | 16 tháng 6 năm 2014                  | 424a                                                                                         |
| 211              | 37              | "It's No Picnic"                                                           | Sue Perrotto                    | Dani Vetere (story) Eddie Pittman & J.G. Orrantia (storyboards) | 0.48                                     | 23 tháng 6 năm 2014                  | 417b                                                                                         |
| 212              | 38              | "The Klimpaloon Ultimatum"                                                 | Sue Perrotto                    | Dan Povenmire, Dani Vetere, Jim Bernstein, Martin Olson & Scott Peterson (story) Patrick O'Connor, Zac Moncrief, Edward Rivera & Michael Diederich (storyboards)                                                                        | N/A                                      | 7 tháng 7 năm 2014                   | 420                                                                                          |
| 213              | 39              | "Operation Crumb Cake"                                                     | Robert F. Hughes                | Dani Vetere (story) Kim Roberson & Mike Bell (storyboards) | 0.48                                     | 14 tháng 7 năm 2014                  | 422a                                                                                         |
| 214              | 40              | "Mandace"                                                                  | Sue Perrotto                    | Jim Bernstein (story) Aliki Theofilopoulos Grafft & John Mathot (storyboards) | 0.48                                     | 14 tháng 7 năm 2014                  | 422b                                                                                         |
| 215              | 41              | "Phineas and Ferb: Star Wars"                                              | Robert F. Hughes & Sue Perrotto | Dani Vetere, Jim Bernstein, Martin Olson & Scott Peterson (story) Kyle Menke, John Mathot, Mike Bell, Michael Diederich, Michael B. Singleton, Edward Rivera, Patrick O'Connor, J.G. Orrantia & Eddie Pittman (storyboards)             | 2.48                                     | 26 tháng 7 năm 2014 (Disney Channel) | 431/432                                                                                      |
| 216              | 42              | "Lost in Danville"                                                         | Sue Perrotto                    | Damon Lindelof (story) Eddie Pittman & J.G. Orrantia (storyboards) | 0.54                                     | 29 tháng 9 năm 2014                  | 425a                                                                                         |
| 217              | 43              | "The Inator Method"                                                        | Sue Perrotto                    | Dani Vetere (story) Edward Rivera & Patrick O'Connor (storyboards) | 0.54                                     | 29 tháng 9 năm 2014                  | 425b                                                                                         |
| 218              | 44              | "Night of the Living Pharmacists"                                          | Sue Perrotto & Robert F. Hughes | Joshua Pruett, Scott Peterson, Jim Bernstein & Dani Vetere (story) Eddie Pittman, Kim Roberson, Bernie Petterson, Patrick O'Connor, J.G. Orrantia, Joshua Pruett, Edward Rivera, Aliki Theofilopoulos Grafft & Kyle Menke (storyboards) | 2.34                                     | 4 tháng 10 năm 2014 (Disney Channel) | 429/430 Simon Pegg và Nick Frost reprise their roles of Shaun and Ed from Shaun of the Dead. |
| 219              | 45              | "Tales from the Resistance: Back to the 2nd Dimension"                     | Robert F. Hughes                | Jim Bernstein (story) Joshua Pruett, Mike Bell, Kyle Menke & Michael Diederich (storyboards) | 0.54                                     | 25 tháng 11 năm 2014                 | 423                                                                                          |
| 220              | 46              | "Doof 101"                                                                 | Robert F. Hughes                | Dan Povenmire & Jeff "Swampy" Marsh (story) Kim Roberson, Zac Moncrief & Dan Povenmire (storyboards) | 0.24                                     | 27 tháng 11 năm 2014                 | 421a                                                                                         |
| 221              | 47              | "Act Your Age"                                                             | Robert F. Hughes                | Dani Vetere (story) Bernie Petterson & Kim Roberson (storyboards) | 0.71                                     | 9 tháng 2 năm 2015                   | 426                                                                                          |
| 222              | 48              | "Last Day of Summer"                                                       | Sue Perrotto & Robert F. Hughes | Dani Vetere, Scott Peterson, Jim Bernstein & Martin Olson (story) Aliki Theofilopoulos Grafft, Bernie Petterson, Calvin Suggs, John Mathot, Joshua Pruett, Kaz, Kim Roberson & Michael Diederich (storyboards)                          | 2.95                                     | 12 tháng 6 năm 2015                  | 433/434                                                                                      |

## O.W.C.A. Files
| Tựa đề           | Đạo diễn         | Biên kịch | Người xem Mỹ (triệu người) | Ngày công chiếu     | Prod. Code |
| ---------------- | ---------------- | --- | -------------------------- | ------------------- | ---------- |
| "O.W.C.A. Files" | Robert F. Hughes | Joshua Pruett, Martin Olson & Scott Peterson (cốt truyện) Aliki Theofilopoulos Grafft, Bernie Petterson, Calvin Suggs, Eddie Pittman, John Mathot, Kim Roberson, Kaz, Kyle Menke & Mike Bell (bản thảo) | 0.66                       | 9 tháng 11 năm 2015 | 441        |

## Phim
| Tựa đề                                                 | Đạo diễn                         | Biên kịch                                             | Người xem Mỹ (triệu người) | Ngày công chiếu    |
| ------------------------------------------------------ | -------------------------------- | ----------------------------------------------------- | -------------------------- | ------------------ |
| "Phineas and Ferb the Movie: Across the 2nd Dimension" | Dan Povenmire & Robert F. Hughes | Dan Povenmire, Jeff "Swampy" Marsh & Jon Colton Barry | 7.6                        | 5 tháng 8 năm 2011 |